# Papilio anactus
Papilio anactus är en fjärilsart som beskrevs av Macleay 1826. Papilio anactus ingår i släktet Papilio och familjen riddarfjärilar. Inga underarter finns listade i Catalogue of Life.

## Bildgalleri

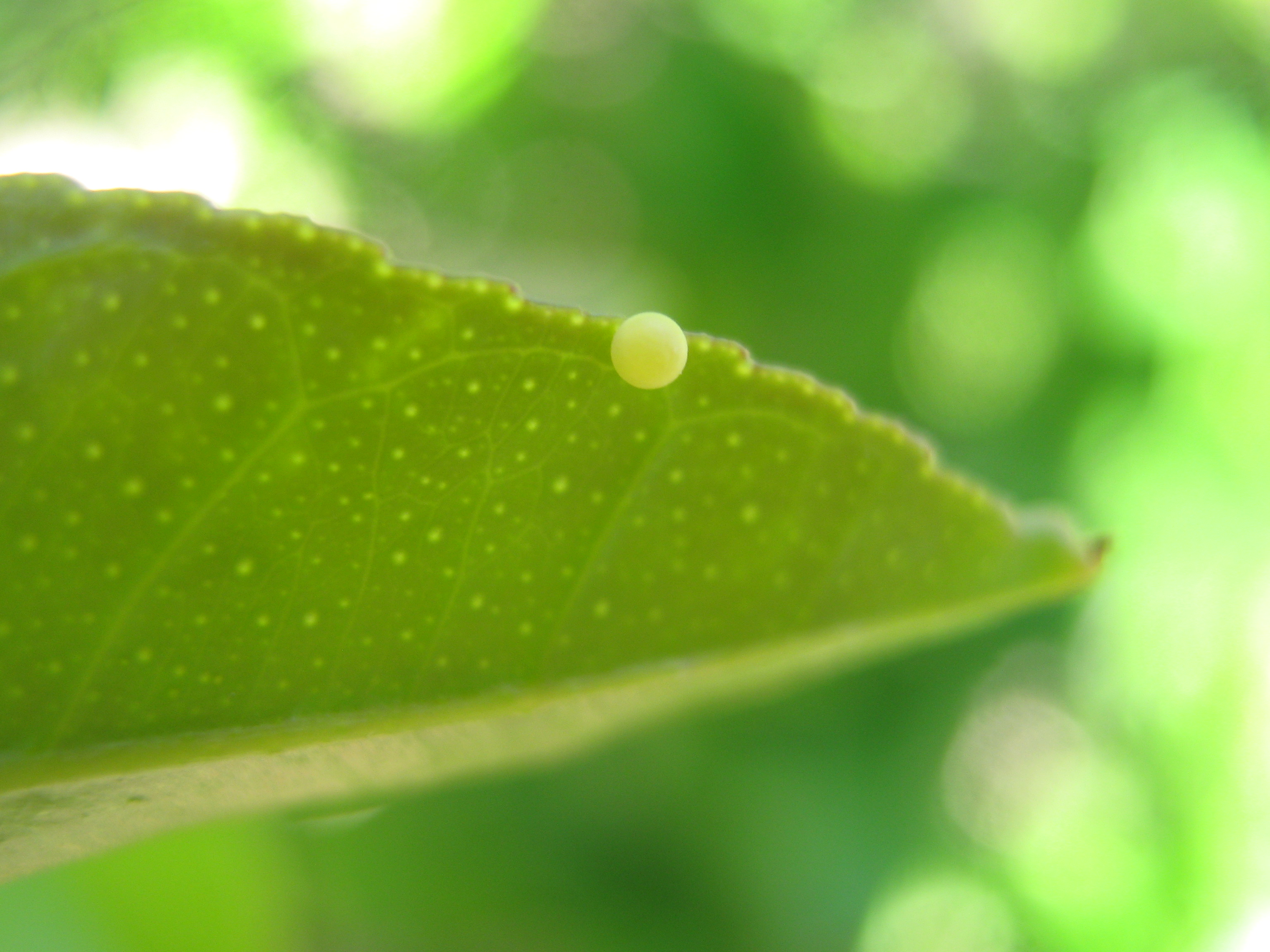
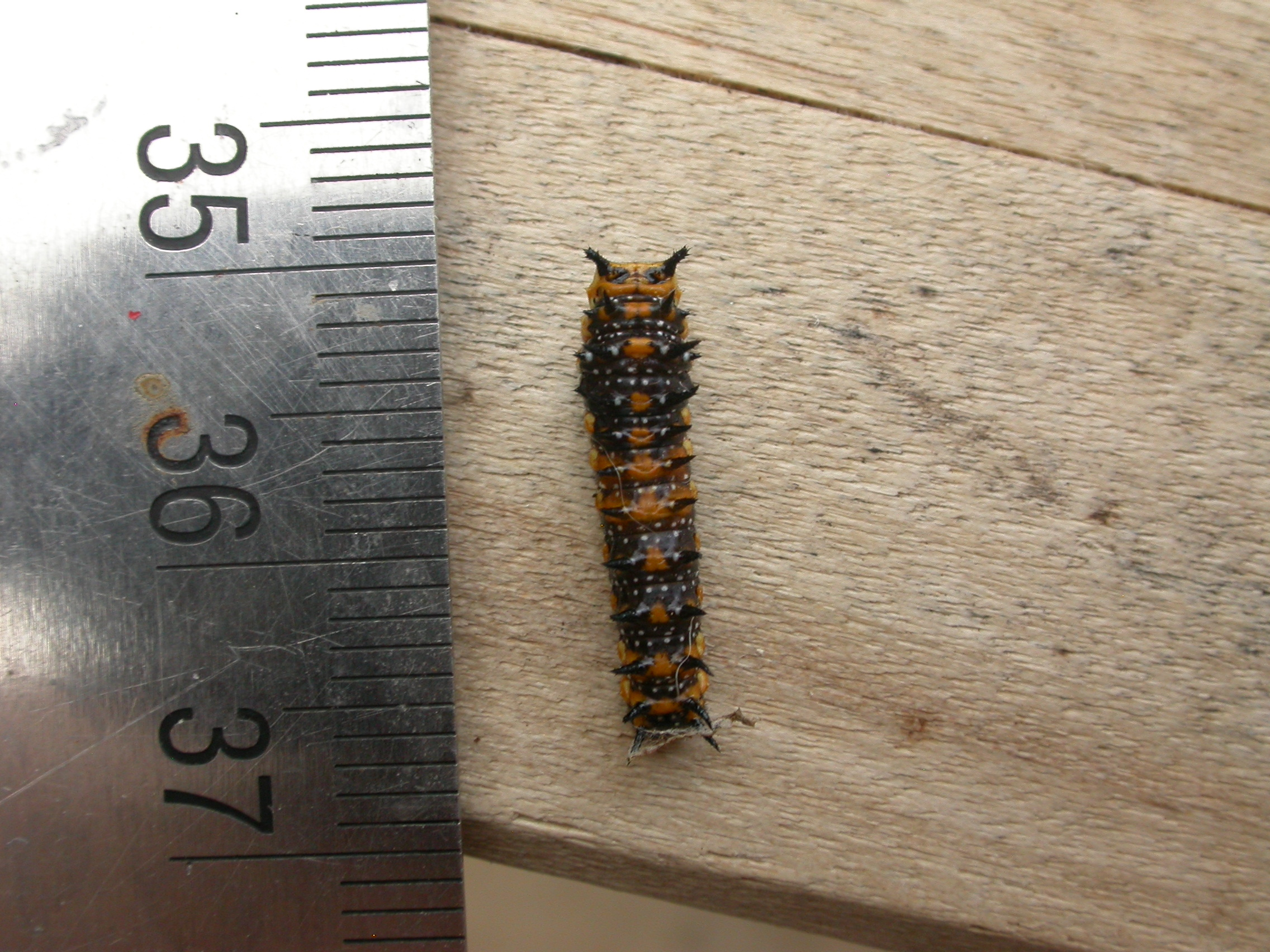